# Gonatocerus brunoi
Gonatocerus brunoi är en stekelart som beskrevs av Girault 1912. Gonatocerus brunoi ingår i släktet Gonatocerus och familjen dvärgsteklar. Inga underarter finns listade i Catalogue of Life.